# Xã Douglas, Quận Jackson, Kansas
Xã Douglas (tiếng Anh: Douglas Township) là một xã thuộc quận Jackson, tiểu bang Kansas, Hoa Kỳ. Năm 2010, dân số của xã này là 2.314 người.